# فلورنسیا اورتیس
فلورنسیا اورتیس (اسپانیایی: Florencia Ortiz‎؛ زادهٔ ۱۵ دسامبر ۱۹۷۱) بازیگر اهل آرژانتین است.
از فیلم‌ها یا مجموعه‌های تلویزیونی که وی در آن‌ها نقش داشته‌است، می‌توان به ویولتا، سیگنال و بازیکن دوازدهم اشاره نمود.